# Merry Christmas and Happy New Year
Merry Christmas and Happy New Year est une compilation posthume EP de Jimi Hendrix, parue en 1999, année de la parution de deux doubles albums live officiels et d'un Live sur Dagger Records.

## Les titres
1. Little Drummer Boy/Silent Night/Auld Lang Syne
2. Three Little Bears
3. Little Drummer Boy/Silent Night/Auld Lang Syne (Extended Version)

## La pochette
La pochette est issue d'un séance photo organisée par le Record Mirror le 23 décembre 1967 ; Hendrix avait accepté de poser en Père Noël dans le but d'assurer la promotion de Axis: Bold as Love.

## Le matériel
Le titre publié en 1974 est un extrait des répétitions du Band of Gypsys aux Baggy's Studios de New York le 19 décembre 1969. La première plage est une version modifiée de la troisième. La version longue de Little Drummer Boy/Silent Night/Auld Lang Syne s'ouvre sur le thème de Little Drummer Boy (L'Enfant au tambour), suivi du thème de Silent Night (Douce nuit, sainte nuit), qui débute à 0:52, extrapolé lors du second cycle. Vient alors une citation de Taps (à 2:37), avant d'enchaîner avec Auld Lang Syne (Ce n'est qu'un au revoir) à 3:13. Buddy Miles émet quelques vocalises aux environs de la cinquième minute. 
Three Little Bears a été enregistrée le 2 mai 1968 au studio Record Plant de New York. Elle était déjà de trop sur l'album War Heroes : c'est une chute de l'Experience, inaboutie, qui n'aurait pas dû être publiée. Le passage dans lequel Hendrix profère des mots rarement utilisés par les enfants en bas âge a été ici supprimé.